# 日暮れて四方は暗く

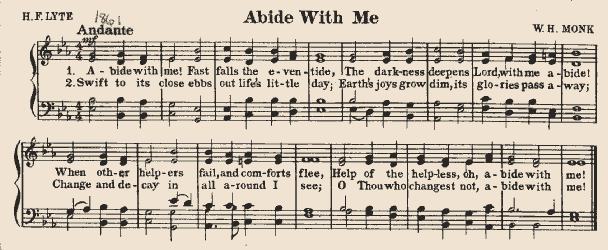
楽譜

「日暮れて四方は暗く」（ひくれてよもはくらく、Abide with Me）は、讃美歌39番。讃美歌21 218番。
スコットランド人の聖公会信徒ヘンリー・フランシス・ライトが作った詞を、ウィリアム・ヘンリー・モンクの「Eventide」（夕暮れ） という曲にあわせて歌う。
ライトは1847年に詩作した。結核で死の床にいるときにメロディーを完成し、3週間後に亡くなった。

## 詞
生涯・苦境・死において共にいてくださいと神に祈る内容。
冒頭はルカによる福音書24章29節「Abide with us: for it is toward evening, and the day is far spent」（われらと共にいてください。夜が始まりました。日は暮れてしまいました）からの引用。
Abide with me; fast falls the eventide;（われと留まれ。夜が落ちる。）

The darkness deepens; Lord with me abide.（闇が深まる。主よ、留まれ、われと。）

When other helpers fail and comforts flee,（助けがとどかず、慰めが逃げるなら、）

Help of the helpless, O abide with me.（無力なものの救い主よ、おお、われととどまれ）

Swift to its close ebbs out life's little day;（命は引き潮のように）

Earth's joys grow dim; its glories pass away;（地のよろこびは失せ、栄光は去る）

Change and decay in all around I see;（見わたす限り変化と崩壊だ）

O Thou who changest not, abide with me.（おお、不変の主よ、われととどまれ）

Not a brief glance I beg, a passing word,（ちらっと見るとか、むなしい言葉ではなく）

But as Thou dwell'st with Thy disciples, Lord,（あなたが使徒とともに住むように、主よ、）

Familiar, condescending, patient, free.（親しく、おだやかに、辛抱強く、自由に、）

Come not to sojourn, but abide with me.（滞在じゃなく、われととどまれ）

Come not in terrors, as the King of kings,（おそれを知らず、王の王として）

But kind and good, with healing in Thy wings;（親しくやさしく、翼の中の癒しと）

Tears for all woes, a heart for every plea.（すべての災難に涙を、あらゆる懇願に心を、）

Come, Friend of sinners, thus abide with me.（こよ、罪びとの友、そしてわれと留まれ）

Thou on my head in early youth didst smile,（私の若いころあなたは微笑んでいた）

And though rebellious and perverse meanwhile,（そして私は生意気に、意固地になった）

Thou hast not left me, oft as I left Thee.（あなたは私を見棄てなかった、しばしば私はあなたに背いたのに）

On to the close, O Lord, abide with me.（もっと近くへ、おお主よ、われととどまれ）

I need Thy presence every passing hour.（毎時間あなたの存在が必要）

What but Thy grace can foil the tempter's power?（あなたの優雅さがくじくのはなにか、誘惑者の力か、）

Who, like Thyself, my guide and stay can be?（だれが導き手になれるのか、あなた以外）

Through cloud and sunshine, Lord, abide with me.（雲と光を通し、主よ、われととどまれ）

I fear no foe, with Thee at hand to bless;（敵を怖れない、あなたがいるなら）

Ills have no weight, and tears no bitterness.（病は重さ、涙はにがさを持たない）

Where is death's sting? Where, grave, thy victory?（死のひと突きはどこに、墓に、それともあなたの勝利に？）

I triumph still, if Thou abide with me.（わたしはそれでも勝つ、もしあなたが、われととどまれば）

Hold Thou Thy cross before my closing eyes;（わたしの閉じた目にあなたは十字架をかざす）

Shine through the gloom and point me to the skies.（それは闇の中に輝き、空を示す）

Heaven's morning breaks, and earth's vain shadows flee;（天国の朝が始まり、地上のむなしい影は消える）

In life, in death, O Lord, abide with me.（生において、死において、おお主よ、われととどまれ）

## 曲
上記の聖歌に最も頻繁に合わされる曲は「Eventide」で、ウィリアム・ヘンリー・モンクが1861年に作曲した。
簡易コード進行：
D-A-D-G-A-D
D--G--E--A
D-A-D-G-E
A-D-G-D-A-D

他に:
- "Abide with Me"（作詞家自身、1847年）
- "Morecambe"（フレデリック・C・アトキンソン、1870年）
- "Penitentia"（エドワード・ディアル、1874年）
- "Woodlands"（ウォルター・グリートレックス、1916年）

などもある。

## 大衆音楽における「日暮れて四方は暗く」

### 宗教
- キリスト教会で使用され、マハトマ・ガンジーのお気に入りでもあった[3]。クリスチャンの葬式でしばしば歌われる。

- タイタニック号の悲劇があったとき、沈みゆく船の上で船のバンドは同曲を演奏していたと、生き残った人々が証言した[4]。

### 軍隊
- オーストラリアとニュージーランドの戦没者を弔う休日、ANZACの日に毎年演奏される[5][6][3][7]。

- 合唱バージョンの編曲をしたのはモーゼス・ホーガン（Moses Hogan）である。

### 音楽
- マーラーの交響曲第9番の終楽章のフレーズは、モンクの「Eventide」との類似性がしばしば指摘される[8]。

- セロニアス・モンクは「Abide with Me」の55秒間のインスト版を1957年のアルバム『モンクス・ミュージック』の冒頭においた。同バージョンはホーンの四重奏となっており、モンクのピアノは入っていない。パーソネルは、
  - レイ・コープランド（トランペット）
  - ジジ・グライス（アルト・サクソフォーン）
  - コールマン・ホーキンス（テナー・サクソフォーン）
  - ジョン・コルトレーン（テナー・サクソフォーン）

2006年、2種類の別テイクが『The Complete 1957 Riverside Recordings』（コルトレーンとの共演を集大成したもの）に収められた。
- ドリス・デイは1962年のアルバム 『You'll Never Walk Alone』で同曲を歌った[9][10]。

### スポーツ
2012年夏のロンドン・オリンピックの開会式でスコットランドの歌手エメリ・サンド（Emeli Sandé）が歌った。

### 映画・テレビ
- 映画『シェーン』（1953年）
- テレビドラマ『トワイライト・ゾーン』（1962年） – エピソード「The Last Rites of Jeff Myrtlebank」
- 映画『ドラゴン怒りの鉄拳』（1972年） – ブラスバンドが葬式のシーンで演奏。
- テレビドラマ Scenes from a Marriage （1973年） – エピソード「Innocence and Panic」
- コメディ番組『リッピング・ヤーン』（1976年–1979年） – エピソード「The Testing of Eric Olthwaite」
- 映画『遠すぎた橋』（1977年） – 負傷したイギリス人パラシュート部隊員が野戦病院で歌う。
- テレビドラマ『ドクター・フー』 - エピソード「Kinda」（1982年）、「Gridlock」（2007年）
- 映画『フル・モンティ』（1997年） – 葬式シーン。
- 映画『28日後』（2002年） – ゾンビにならずに済んだジムと仲間がジムの両親の家に向かうシーンで。
- TVドラマ Touched by an Angel（2002年） – テスがアルツハイマー病にかかるエピソードで。
- 映画『レター・デイズ』（2003年）
- テレビドラマ Carnivàle（2004年-2005年）
- テレビドラマ『LOST』（2004年–2010年） - チャーリーの告白のエピソードで。
- テレビドラマ Ashes to Ashes（2008年-2010年） - ヴィヴ・ジェームズ軍曹の葬式のエピソードで。
- テレビドラマ Oliver Twist（2007年） – オリヴァーはローズに教えられ、ビル・サイクスに歌う。
- テレビドラマ Doc Martin 第5シリーズのエピソード2、ジョーンの葬式で（2011年9月）

### 文学
- スティーヴン・バクスターのSF小説『Voyage』で、宇宙ステーションでアメリカとソ連の宇宙飛行士が、事故で死んだ3人の仲間のために歌う。

### その他
- Vic Reeves – 1991年に、はげしいダンス・バージョンでカバー。
- エルトン・ジョン – 1997年のオムニバス・ライブ・アルバム『Carnival: Rainforest Foundation』に収録
- Old Harry's Game - BBCラジオ4のラジオ・ドラマ。リチャード・ウィッティンガム（Richard Whittingham）教授がお気に入りの詩は同曲だといい、生徒の前で暗誦する。
- ローデシア（現在のジンバブエ）で1968年の権力移行期に歌われた。

## 参照
- Monk, William Henry, “Abide with me — Eventide” (Video), YouTube (Choir), Google
- “Abide With Me” (Video), YouTube, Beating Retreat, New Delhi: Google, (29 January 2011)